# 童寬 (成化進士)
童寬（1450年—？），字濟之，南直隸寧國府涇縣人，軍籍，明朝政治人物。

## 生平
成化十九年（1483年）癸卯科應天府鄉試第五十四名舉人。成化二十三年（1487年）中式丁未科會試第二百四十二名，三甲第五十五名進士。授行人司行人，外任江西萬載知縣。

## 家族
曾祖童仲英，主簿；祖父童建延；父童元安，母施氏。严侍下。